# Vertical Man
Vertical Man é um álbum de Ringo Starr lançado em 1998. O lançamento representa a tentativa de Starr em dar sequência no enorme sucesso do projeto The Beatles Anthology
Na sequência do álbum Time Takes Time, Starr iniciou uma parceria musical com o músico e compositor Mark Hudson, que durou até as sessões do álbum Liverpool 8. Alguns dos convidados famosos foram Scott Weiland, Brian Wilson, Alanis Morissette, Ozzy Osbourne, Tom Petty, Joe Walsh, Timothy B. Schmit, Aerosmith e Steven Tyler, além dos seus amigos ex-beatles Paul McCartney e George Harrison.

## Faixas
1. "One" – 3:02
2. "What in the... World" – 3:29
3. "Mindfield"  – 4:06
4. "King of Broken Hearts" – 4:44
  - Com George Harrison na guitarra solo
5. "Love Me Do" (John Lennon/Paul McCartney) – 3:45
6. "Vertical Man" – 4:42
  - Com Ozzy Osbourne nos backing vocals
7. "Drift Away" (Mentor Williams) – 4:09
  - Com Steven Tyler na bateria, e Tom Petty e Alanis Morissette nos vocais com Starr
8. "I Was Walkin'" (Richard Starkey/Mark Hudson/Dean Grakal) – 3:19
  - Com Steven Tyler, e backing vocals por Paul McCartney e Alanis Morissette
9. "La De Da" – 5:41
  - Com Joe Walsh na guitarra, e backing vocals com Paul McCartney, Steven Tyler
10. "Without Understanding" (Richard Starkey/Mark Hudson/Steve Dudas) – 4:22
  - Com Brian Wilson nos backing vocals
11. "I'll Be Fine Anywhere" – 3:39
  - Com George Harrison na guitarra solo
12. "Puppet" – 3:19
13. "I'm Yours" (Richard Starkey/Mark Hudson/Mark Nevin) – 3:24
  - Arranjos por George Martin